# The Heads of Cerberus
The Heads of Cerberus (с англ. — «Головы Цербера») — научно-фантастический роман-антиутопия американской писательницы Гертруды Бэрроус Беннетт, опубликованный под псевдонимом Фрэнсис Стивенс. В центре сюжета люди, которые переносятся во времени в тоталитарную Филадельфию 2118 года.

## Сюжет
Доведённый до отчаяния Роберт Дрейтон безуспешно пытается ограбить дом в Филадельфии, в котором встречает старого друга Теренса Тренмора. Тренмор проникается к Дрейтону сочувствием, вскоре он показывает ему необычный хрустальный флакон, заполненный странно выглядящей пылью. Случайно вдохнув эту пыль, Тренмор исчезает, вскоре за ним следует его сестра Виола и движимый чувством вины Дрейтон.
Все трое оказываются в Филадельфии будущего, переместившись во времени в 2118 год. Путешественники во времени сталкиваются с определёнными трудностями, поскольку гражданские свободы, к которым они привыкли, были объявлены вне закона тоталитарным правительством, основанным на искажённой версии идей американского квакера Уильяма Пенна. Фокус повествования смещается с персонажей на социальную сатиру.
Пройдя через ряд препятствий и столкновений с властями тоталитарной Филадельфии и разрушив штаб-квартиру местного правительства, протагонисты возвращаются в своё время. Вскоре Дрейтон и Виола Тренмор обручаются.

## Публикации
Первоначально роман публиковался в виде сериала из 5 частей в журнале The Thrill Book с 15 августа по 15 октября в 1919 году. Отдельное издание романа было опубликовано в 1952 году, после смерти автора, издательством Polaris Press тиражом в 1563 экземпляра. Это издание содержало биографическим предисловие Артура Ллойда Эшбаха, благодаря которому стало известно настоящее имя и история автора, скрывавшегося за псевдонимом. Издательство Arno Press переиздало роман в 1978 году, а Carroll & Graf в 1984 году выпустило роман для массового рынка в мягкой обложке.

## Критика
Грофф Конклин посчитал роман «возможно, первой научной-фэнтезийной книгой, в которой использовалась идея альтернативного времени или параллельных миров». Энтони Бучер и Дж. Фрэнсис Маккомас оценили произведение как «слегка устаревшую, но все еще оригинальную и остроумную историю». П. Скайлер Миллер нашел Цербера «устаревшим и старомодным», но отметил, что это «новаторская вариация на тему параллельных миров». Эверетт Ф. Блейлер назвал роман «творческой работой, одним из классических произведений ранней фантастической литературы», отметив, что, несмотря на упрощенное описание, «циничный антиавторитаризм» в воображаемой будущей культуре «освежает». Блейлер также отметил, что резолюция романа «является прекрасным предвкушением работы Филиппа К. Дика».